# پاساژ چیچک

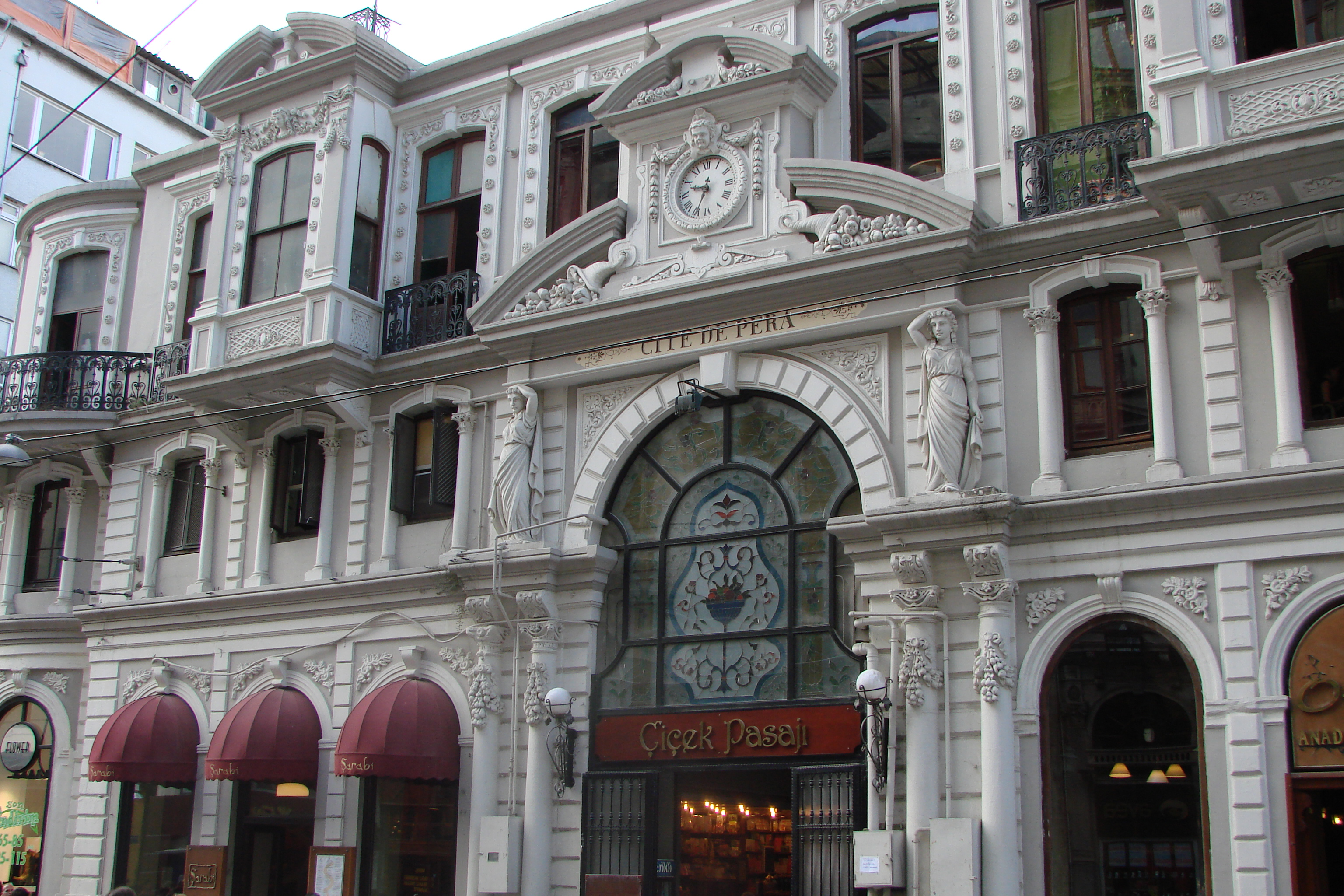
نمای ساختمان پاساژ چیچک

پاساژ چیچک (به ترکی استانبولی: Çiçek Pasajı) یکی از مکان‌های تاریخی مشهور در خیابان استقلال استانبول است. معماری کم‌نظیر قرن نوزدهم این بنا، توریست‌های زیادی را از سرتاسر دنیا به خود جذب می‌کند. این پاساژ متشکل از سه طبقه می‌باشد که تعداد کثیری از این مکان‌ها آن به عنوان رستوران و کافه استفاده می‌شود. تا به امروز مرمت‌های متعددی در این مکان صورت پذیرفته است که آخرین مورد آن در سال ۲۰۰۵ می‌باشد.